# High School Musical 3: Senior Year (banda sonora)
High School Musical 3: Senior Year es la banda sonora para la película de Walt Disney Pictures del mismo nombre. Fue lanzado el 21 de octubre de 2008 en Estados Unidos.

## Información del álbum
El álbum vendió 297.000 copias en la primera semana de ventas en Estados Unidos, debutando en el puesto n.º 2 del Billboard 200, perdiendo la cima AC/DC Black Ice. A la segunda semana, vendió 1.300.000 copias en Estados Unidos y 2.700.000 mundialmente. En Australia, la banda sonora fue acreditada "Oro" el 6 de noviembre (dentro de la primera semana de su lanzamiento). En Brasil, el álbum vendió más de 60.000 copias en pre-orden, hoy vendió más de 150.000 copias y fue certificado Platino antes del lanzamiento oficial, en Colombia y México el disco fue acreditado disco de oro. El 11 de julio de 2009, el CD llegó a 3.347.500 copias. Fue la banda sonora más vendida del 2008.
Una versión de dos-discos Premiere Edition fue lanzada el mismo día como la versión estándar. En el álbum de dos discos figura la lista de canciones originales y un DVD con vídeos exclusivos. El Premiere Edition fue lanzado en una versión digipack en algunos países. El 15 de octubre, la versión digital de 12 canciones fue puesta a la venta en EOLAsia.com en Hong Kong. El 18 de octubre de 2008, Radio Disney condujo el Planet Premiere de la banda sonora y emitió algunas canciones completas.

## Recepción Crítica
La genialidad de "High School Musical" se hace más evidente en su tercera entrega, la primera para la gran pantalla. Cuando Troy (Zac Efron), Gabriella (Vanessa Hudgens) y Sharpay (Ashley Tisdale) se gradúan en el ficticio instituto East High, también abandonan la franquicia e intentan convertirse en estrellas del pop con un mayor atractivo demográfico. Mientras tanto, nuevas caras como la estudiante británica de intercambio Tiara (Jemma McKenzie-Brown) empiezan a cantar y bailar para ganarse el corazón de los fieles. La serie, infinitamente refrescable, tiene su fórmula musical: Coge el Broadway moderno al estilo "Rent", añade un ritmo de baile para niños con alusiones al pop actual, elimina todo atisbo de angustia o lujuria. El resultado es otra visión utópica de la adolescencia americana, hecha para preadolescentes. Pero el elenco ataca el material con tal entusiasmo que cualquiera al que le guste un buen espectáculo no podrá evitar disfrutar de él.
 Billboard Magazine

Olvidado en la confusión del creciente fenómeno High School Musical -que ha crecido tanto que ya no puede contenerse en Disney Channel y ahora llega a los cines con su tercera y última entrega- es que la sensación adolescente es en realidad un musical. Esto significa que, a pesar de sus rasgos pop, las bandas sonoras están compuestas por auténticas melodías de espectáculo, canciones que sirven a la historia y que son cantadas por el elenco rotativo. Esto ayuda a que las películas funcionen, pero condena a las bandas sonoras a ser meros recuerdos del evento, un disco para que los fans lo reproduzcan sin cesar, no un medio para llegar a un público pop más amplio. En HSM3, sólo hay dos canciones que destacan como potenciales sencillos pop, ambas no por casualidad escaparates en solitario para las dos mayores estrellas de la franquicia, Vanessa Hudgens y Zac Efron. Hudgens tiene la mejor canción del álbum, "Walk Away", un tema conmovedor que habría sido interpretado por Wilson Phillips en 1990 y que canta mejor que Efron, cuyo "Scream" se pavonea como *NSYNC en el año 2000. Pero ambos se ven eclipsados por la mocosa Ashley Tisdale, que muestra mucho más carisma en su "I Want It All", una canción que no tiene absolutamente ninguna posibilidad de tener sentido fuera de la línea argumental de High School Musical 3, pero que Tisdale interpreta con un vigor congraciador, utilizando todos los trucos que ha aprendido como niña de escenario. Por supuesto, esos mismos puntos fuertes son muy adecuados para un musical como High School Musical 3, donde las canciones son vehículos para actuaciones de exhibición, ya sea en la pantalla o en la habitación de un fan - y para esos fans, este conjunto, que es similar en todos los sentidos a sus dos predecesores, no les decepcionará.Allmusic

## Lista de canciones
Versión Estándar
| High School Musical 3: Senior Year |                                               |                                                          |          |  |
| N.º                                | Título                                        | Intérprete (s)                                           | Duración |  |
| 1.                                 | «Now or Never»                                | High School Musical 3:Senior Year Cast                   | 4:33     |  |
| 2.                                 | «Right Here Right Now»                        | Zac Efron & Vanessa Hudgens                              | 3:58     |  |
| 3.                                 | «I Want It All»                               | Ashley Tisdale & Lucas Grabeel                           | 4:39     |  |
| 4.                                 | «Can I Have This Dance»                       | Vanessa Hudgens & Zac Efron                              | 4:04     |  |
| 5.                                 | «A night to remember»                         | High School Musical 3:Senior Year Cast                   | 3:58     |  |
| 6.                                 | «Just Wanna Be with You»                      | Lucas Grabeel, Olesya Rulin, Vanessa Hudgens & Zac Efron | 2:38     |  |
| 7.                                 | «The Boys Are Back»                           | Corbin Bleu & Zac Efron                                  | 3:47     |  |
| 8.                                 | «Last Chance»                                 | High School Musical 3: Senior Year Cast                  | 2:59     |  |
| 9.                                 | «Walk Away»                                   | Vanessa Hudgens                                          | 3:50     |  |
| 10.                                | «Scream»                                      | Zac Efron                                                | 3:56     |  |
| 11.                                | «Senior Year Spring Musical»                  | High School Musical 3: Senior Year Cast                  | 7:45     |  |
| 12.                                | «We're All in This Together» (Graduation Mix) | High School Musical 3: Senior Year Cast                  | 4:17     |  |
| 13.                                | «High School Musical»                         | High School Musical 3: Senior Year Cast                  | 3:53     |  |
| 51:15                              |                                               |                                                          |          |  |

| High School Musical 3: Senior Year bonus tracks |                                                 |                |          |  |
| N.º                                             | Título                                          | Intérprete (s) | Duración |  |
| 14.                                             | «Just Getting Started» (Digital Download Bonus) | Stan Carrizosa | 3:37     |  |
| 15.                                             | «The Boys Are Back»                             | US5            | 3:30     |  |

### 2-Disc Premiere edition
El mismo día que se lanzó la banda sonora, Walt Disney Records lanzó High School Musical 3: Senior Year 2-Disc Premiere edition Soundtrack', un conjunto especial de dos discos de la banda sonora High School Musical 3: Senior Year. Solo está disponible por un tiempo limitado en las tiendas participantes (p.e. Target, Wal-Mart, Costco).
- Disco 1 - 'High School Musical 3: Senior Year Banda sonora
- Disco 2 - Bonus DVD con lo siguiente:
  - "Hacer un musical: del estudio de grabación a la gran pantalla"
  - Vídeo musical "Now or Never"
  - Tráiler oficial de la película
(Duración: 40 minutos)
- Paquete blanco especial con el folleto de las canciones

### Bonus tracks
|     |                                                                   |                     |          |  |  |  |  |  |  |  |
| N.º | Título                                                            | Recording artist(s) | Duración |  |  |  |  |  |  |  |
| 13. | «Just Getting Started» (Digital download bonus)                   | Stan Carrizosa      | 3:37     |  |  |  |  |  |  |  |
| 14. | «The Boys Are Back» (UK, Germany, Italy and Portugal bonus track) | US5                 | 3:30     |  |  |  |  |  |  |  |

En iTunes Reino Unido se lanzó una nueva versión de la banda sonora con remixes para coincidir con el lanzamiento de la película en DVD.
|     |                                                 |                                                 |          |  |  |  |  |  |  |  |
| N.º | Título                                          | Recording artist(s)                             | Duración |  |  |  |  |  |  |  |
| 13. | «The Boys Are Back» (Alternate version)         | US5                                             | 3:37     |  |  |  |  |  |  |  |
| 14. | «Just Getting Started» (Digital Download Bonus) | Stan Carrizosa                                  | 3:37     |  |  |  |  |  |  |  |
| 15. | «Now or Never» (Remix)                          | Efron, Hudgens, Bleu, Warren Jr., Sanborn       | 4:58     |  |  |  |  |  |  |  |
| 16. | «The Boys Are Back» (Remix)                     | US5                                             | 3:38     |  |  |  |  |  |  |  |
| 17. | «High School Musical 3 Megamix»                 | Efron, Hudgens, Tisdale, Grabeel, Bleu, Coleman | 7:02     |  |  |  |  |  |  |  |

### 2-disc collector's edition
Durante un tiempo limitado, las tiendas minoristas Wal-Mart sólo pusieron a la venta una edición exclusiva para coleccionistas de dos discos de High School Musical 3: Senior Year. Incluía la banda sonora y el DVD extra. La edición de coleccionista estuvo disponible en Filipinas en la misma fecha de lanzamiento de La fabulosa aventura de Sharpay después de que Universal Music Limited se convirtiera en el nuevo licenciatario de Walt Disney Records en dicho país. Incluye:
| 2-disc collector's edition Disco 1 |                                               | |          |  |
| N.º                                | Título                                        | Performer(s)                                                                                                 | Duración |  |
| 1.                                 | «Now or Never»                                | Zac Efron, Vanessa Hudgens, Corbin Bleu, Chris Warren Jr., Ryne Sanborn                                      | 4:33     |  |
| 2.                                 | «Right Here, Right Now»                       | Efron, Hudgens                                                                                               | 3:58     |  |
| 3.                                 | «All or Nothing»                              | Hudgens | 2:11     |  |
| 4.                                 | «I Want It All»                               | Ashley Tisdale, Lucas Grabeel                                                                                | 4:39     |  |
| 5.                                 | «Can I Have This Dance?»                      | Efron, Hudgens                                                                                               | 4:04     |  |
| 6.                                 | «A Night to Remember»                         | Efron, Hudgens, Tisdale, Grabeel, Bleu, Monique Coleman, Warren Jr, Olesya Rulin, Sanborn, Kaycee Stroh      | 3:58     |  |
| 7.                                 | «Just Wanna Be With You»                      | Grabeel, Rulin, Efron, Hudgens                                                                               | 2:38     |  |
| 8.                                 | «The Boys Are Back»                           | Efron, Bleu                                                                                                  | 3:47     |  |
| 9.                                 | «Walk Away»                                   | Hudgens | 3:50     |  |
| 10.                                | «Scream»                                      | Efron | 3:56     |  |
| 11.                                | «Still There for Me»                          | Bleu, Hudgens                                                                                                | 3:37     |  |
| 12.                                | «Senior Year Spring Musical»                  | Efron, Hudgens, Tisdale, Grabeel, Bleu, Rulin, Sanborn, Warren Jr., Stroh, Matt Prokop, Jemma McKenzie-Brown | 7:45     |  |
| 13.                                | «We're All in This Together (Graduation Mix)» | Efron, Hudgens, Tisdale, Grabeel, Bleu, Coleman                                                              | 4:17     |  |
| 14.                                | «High School Musical»                         | Efron, Hudgens, Tisdale, Grabeel, Bleu, Coleman                                                              | 3:53     |  |
| 15.                                | «Just Getting Started»                        | Stan Carrizosa                                                                                               | 3:36     |  |
| 16.                                | «The Boys Are Back»                           | US5 | 3:30     |  |
| 17.                                | «Vivre Ma Vie»                                | Amel Bent | 3:35     |  |
| 18.                                | «Last Chance»                                 | Ginuwine | 4:29     |  |

### Canciones de las escenas
Se mencionan algunas canciones intituladas de la película 

|     |                                               | |          |  |  |  |  |  |  |  |
| N.º | Título                                        | Performer(s)                                                                                                 | Duración |  |  |  |  |  |  |  |
| 1.  | «Now or Never»                                | Zac Efron, Vanessa Hudgens, Corbin Bleu, Chris Warren Jr., Ryne Sanborn                                      | 4:33     |  |  |  |  |  |  |  |
| 2.  | «Right Here, Right Now»                       | Efron, Hudgens                                                                                               | 3:58     |  |  |  |  |  |  |  |
| 3.  | «Senior Year»                                 | None | 0:05     |  |  |  |  |  |  |  |
| 4.  | «Your Future»                                 | None | 0:05     |  |  |  |  |  |  |  |
| 5.  | «I Want It All»                               | Ashley Tisdale, Lucas Grabeel                                                                                | 4:39     |  |  |  |  |  |  |  |
| 6.  | «Can I Have This Dance?»                      | Efron, Hudgens                                                                                               | 4:04     |  |  |  |  |  |  |  |
| 7.  | «A Night to Remember»                         | Efron, Hudgens, Tisdale, Grabeel, Bleu, Monique Coleman, Warren Jr., Olesya Rulin, Sanborn, Kaycee Stroh     | 3:58     |  |  |  |  |  |  |  |
| 8.  | «Just Wanna Be With You»                      | Grabeel, Rulin, Efron, Hudgens                                                                               | 2:38     |  |  |  |  |  |  |  |
| 9.  | «The Boys Are Back»                           | Efron, Bleu                                                                                                  | 3:47     |  |  |  |  |  |  |  |
| 10. | «First Relationship»                          | None | 0:05     |  |  |  |  |  |  |  |
| 11. | «Walk Away»                                   | Hudgens | 3:50     |  |  |  |  |  |  |  |
| 12. | «Scream»                                      | Efron | 3:56     |  |  |  |  |  |  |  |
| 13. | «A Prom For Two»                              | None | 0:05     |  |  |  |  |  |  |  |
| 14. | «Senior Year Spring Musical»                  | Efron, Hudgens, Tisdale, Grabeel, Bleu, Rulin, Sanborn, Warren Jr., Stroh, Matt Prokop, Jemma McKenzie-Brown | 7:45     |  |  |  |  |  |  |  |
| 15. | «We're All in This Together (Graduation Mix)» | Efron, Hudgens, Tisdale, Grabeel, Bleu, Coleman                                                              | 4:17     |  |  |  |  |  |  |  |
| 16. | «High School Musical»                         | Efron, Hudgens, Tisdale, Grabeel, Bleu, Coleman                                                              | 3:53     |  |  |  |  |  |  |  |
| 17. | «Just Getting Started»                        | Stan Carrizosa                                                                                               | 3:36     |  |  |  |  |  |  |  |
| 18. | «The Boys Are Back»                           | US5 | 3:30     |  |  |  |  |  |  |  |
| 19. | «Vivre Ma Vie»                                | Amel Bent | 3:35     |  |  |  |  |  |  |  |
| 20. | «Still There for Me»                          | Bleu, Hudgens                                                                                                | 3:37     |  |  |  |  |  |  |  |
| 21. | «All or Nothing»                              | Hudgens | 2:11     |  |  |  |  |  |  |  |
| 22. | «Last Chance»                                 | Ginuwine | 4:29     |  |  |  |  |  |  |  |

## Recepción comercial
El álbum vendió 297.000 copias en su primera semana en Estados Unidos, debutando en el número 2 del Billboard 200. Actualmente ha vendido más de 1 millón de copias en EE. UU.. En Australia, la banda sonora fue acreditada Oro el 6 de noviembre (dentro de la primera semana de su lanzamiento), pero en Portugal, la banda sonora fue acreditada Platino. El álbum ha vendido más de 3.500.000 copias en todo el mundo hasta el 2 de marzo de 2010.

## Sencillos
Múltiples sencillos fueron lanzados antes del lanzamiento de la banda sonora de la película, liberando las canciones en tiendas digitales de música y los videos musicales puestos al aire en Disney Channel.
- "Now Or Never" fue el primer sencillo lanzado de la banda sonora y está interpretada por el elenco de High School Musical 3:Senior Year.
- "I Want It All" fue el segundo sencillo lanzado de la banda sonora y está interpretada por Ashley Tisdale y Lucas Grabeel como Sharpay y Ryan Evans respectivamente.
- "A Night to Remember" fue el tercer sencillo lanzado de la banda sonora y está interpretada por el elenco de High School Musical 3:Senior Year.
- "Right Here Right Now" fue el cuarto sencillo lanzado de la banda sonora y está interpretado por Zac Efron y Vanessa Hudgens como Troy Bolton y Gabriella Montez.

Sencillos promocionales
- "The Boys Are Back" no es un sencillo oficial pero ha alcanzado un gran éxito en los charts estadounidenses llegando incluso al puesto #1 en el chart Bubbling Under Hot 100 Singles.
- "Can I Have This Dance" sería el segundo se esperan que repunten durante la próxima temporada navideña. En Australia, la banda sonora fue acreditada de Oro el 6 de noviembre (dentro de la primera semana de su lanzamiento).

## Charts

### Weekly charts
| Chart (2008)                              | Peak position |
| ----------------------------------------- | ------------- |
| Australia (ARIA)                          | 4             |
| Austria (Ö3 Austria)                      | 1             |
| Bélgica (Ultratop Flandes)                | 6             |
| Bélgica (Ultratop Valonia)                | 7             |
| Canadá (Billboard Canadian Albums)        | 2             |
| Dinamarca (Hitlisten)                     | 7             |
| Países Bajos (Album Top 100)              | 32            |
| Finlandia (Suomen virallinen lista)       | 23            |
| Francia (SNEP)                            | 6             |
| Alemania (Offizielle Top 100)             | 3             |
| Grecia (IFPI)                             | 3             |
| Hungría (MAHASZ)                          | 1             |
| Irlanda Irish Multi-Artist Albums Chart   | 1             |
| Italia Italian Compilations Albums (FIMI) | 1             |
| México (AMPROFON)                         | 1             |
| Nueva Zelanda (RMNZ)                      | 1             |
| Noruega (VG‑lista)                        | 6             |
| Portugal (AFP)                            | 3             |
| España (Promusicae)                       | 1             |
| Polonia (ZPAV)                            | 2             |
| Suiza (Schweizer Hitparade)               | 6             |
| Turquía Turkey Albums Chart               | 1             |
| Reino Unido UK Compilation Albums (OCC)   | 1             |
| Estados Unidos (Billboard 200)            | 2             |
| Estados Unidos (Soundtrack Albums)        | 1             |

### Year-end charts
| Chart (2008)                                 | Position |
| -------------------------------------------- | -------- |
| Australia (ARIA)                             | 18       |
| Austria (Ö3 Austria)                         | 17       |
| Bélgica (Ultratop Flanders)                  | 59       |
| Bélgica (Ultratop Wallonia)                  | 85       |
| Brasil (ABPD)                                | 14       |
| Francia (SNEP)                               | 75       |
| Alemania (Offizielle Top 100)                | 48       |
| México (AMPROFON)                            | 87       |
| Nueva Zelanda (RMNZ)                         | 17       |
| Suiza (Schweizer Hitparade)                  | 68       |
| Estados Unidos (Billboard 200)               | 54       |
| Estados Unidos Soundtrack Albums (Billboard) | 7        |

| Chart (2009)                                 | Position |
| -------------------------------------------- | -------- |
| Canadá (Billboard)                           | 31       |
| Estados Unidos (Billboard 200)               | 30       |
| Estados Unidos Soundtrack Albums (Billboard) | 3        |

## Versiones Internacionales
Se han publicado versiones internacionales con letras en otros idiomas en varios países para el sencillo original Right Here, Right Now, así como versiones internacionales de "Just Wanna Be With You", "Scream" y "Walk Away". Las versiones internacionales de todo el álbum se produjeron en India, Turquía y Rusia.
| Título                       | Nombre original          | Idioma    | Artista                                                             | País      |
| ---------------------------- | ------------------------ | --------- | ------------------------------------------------------------------- | --------- |
| "Ty i Ja"                    | "Right Here, Right Now"  | Polish    | Hania Stach & Łukasz Zagrobelny                                     | Polonia   |
| "Itt És Most"                | "Right Here, Right Now"  | Húngaro   | Dósa Mátyás & Széles Izabella                                       | Hungría   |
| "Eu Só Quero Estar Com Você" | "Just Wanna Be With You" | Portugués | Olavo Cavalheiro & Renata Ferreira (High School Musical: A Seleção) | Brasil    |
| "Yo Contigo Quiero Estar"    | "Just Wanna Be With You" | Español   | Mariana & Cristobal (High School Musical: El Desafío)               | México    |
| "Yo Contigo Quiero Estar"    | "Just Wanna Be With You" | Español   | Fernando & Agustina (High School Musical: El Desafío)               | Argentina |
| "Grido"                      | "Scream"                 | Italiano  | Jacopo Sarno                                                        | Italia    |
| "Vivre Ma Vie"               | "Walk Away"              | Francés   | Amel Bent                                                           | Francia   |

### Versiones Hindúes
| Título en Hindú                               | Título original                               | Artista(s)                                    |
| --------------------------------------------- | --------------------------------------------- | --------------------------------------------- |
| "Now or Never"                                | "Now or Never"                                | High School Musical 3: Senior Year Hindi cast |
| "Right Here, Right Now"                       | "Right Here, Right Now"                       | Wrisha Dutta and Sangeet Haldipur             |
| "I Want It All"                               | "I Want It All"                               | High School Musical 3: Senior Year Hindi cast |
| "Can I Have This Dance"                       | "Can I Have This Dance"                       | Wrisha Dutta and Sangeet Haldipur             |
| "A Night to Remember"                         | "A Night to Remember"                         | High School Musical 3: Senior Year Hindi cast |
| "Just Wanna Be with You"                      | "Just Wanna Be with You"                      | Wrisha Dutta and Sangeet Haldipur             |
| "The Boys Are Back"                           | "The Boys Are Back"                           | Unknown                                       |
| "Walk Away"                                   | "Walk Away"                                   | Wrisha Dutta                                  |
| "Scream"                                      | "Scream"                                      | Sangeet Haldipur                              |
| "Senior Year Spring Musical"                  | "Senior Year Spring Musical"                  | High School Musical 3: Senior Year Hindi cast |
| "We're All in This Together (Graduation Mix)" | "We're All in This Together (Graduation Mix)" | High School Musical 3: Senior Year Hindi cast |
| "High School Musical"                         | "High School Musical"                         | High School Musical 3: Senior Year Hindi cast |

## Personal
Las siguientes personas contribuyeron al álbum:
- Voces - Zac Efron, Vanessa Hudgens, Ashley Tisdale, Lucas Grabeel, Corbin Bleu, Monique Coleman, Olesya Rulin, Jemma McKenzie-Brown, Matt Prokop
- Productores Ejecutivos - Kenny Ortega, Bill Borden y Barry Rosenbush
- Productores - Adam Anders, Rasmus Billie Bähncke, Andy Dodd, Matthew Gerrard, Jamie Houston, Randy Petersen, Kevin Quinn, Adam Watts
- Letristas - Adam Anders, Andy Dodd, Matthew Gerrard, Nikki Hassman, Jamie Houston, Robbie Nevil, Randy Petersen, Kevin Quinn, Adam Watts
- Masterización - Patricia Sullivan
- Ingenieros - Cary Butler, Matthew Gerrard, Jamie Houston, Jeremy Luzier, Joseph Magee, Brian Matouf, Joel Soyffer

## Lanzamiento
| Región                                                    | Fecha                   |                       |
| --------------------------------------------------------- | ----------------------- | --------------------- |
| Hong Kong                                                 | 15 de octubre de 2008   |                       |
| Irlanda                                                   | 18 de octubre de 2008   |                       |
| Italia                                                    | 20 de octubre de 2008   |                       |
| Reino Unido                                               | 20 de octubre de 2008   |                       |
| Hong Kong                                                 | 20 de octubre de 2008   |                       |
| Brasil                                                    | 21 de octubre de 2008   |                       |
| Malasia                                                   | 21 de octubre de 2008   |                       |
| Canadá                                                    | 21 de octubre de 2008   |                       |
| Taiwán                                                    | 21 de octubre de 2008   |                       |
| Filipinas (Premiere Edition & Special Philippine Edition) | 21 de octubre de 2008   |                       |
| Suecia                                                    | 22 de octubre de 2008   |                       |
| Finlandia                                                 | 22 de octubre de 2008   |                       |
| Singapur                                                  | 22 de octubre de 2008   |                       |
| Noruega                                                   | 22 de octubre de 2008   |                       |
| Dinamarca                                                 | 22 de octubre de 2008   |                       |
| Francia                                                   | 22 de octubre de 2008   |                       |
| Alemania                                                  | 24 de octubre de 2008   |                       |
| Filipinas                                                 | 24 de octubre de 2008   |                       |
| México                                                    | 24 de octubre de 2008   |                       |
| Colombia                                                  | 24 de octubre de 2008   |                       |
| Portugal                                                  | 24 de octubre de 2008   |                       |
| Turquía                                                   |                         |                       |
| Malta                                                     |                         |                       |
| Malasia (Sarawak)                                         | 27 de octubre de 2008   |                       |
| Indonesia                                                 | 29 de octubre de 2008   |                       |
| Latinoamérica                                             | 29 de octubre de 2008   | 31 de octubre de 2008 |
| Sudáfrica                                                 |                         | 31 de octubre de 2008 |
| Australia                                                 | 1 de noviembre de 2008  |                       |
| Nueva Zelanda                                             | 4 de noviembre de 2008  |                       |
| Países Bajos                                              | 7 de noviembre de 2008  |                       |
| Líbano                                                    | 23 de octubre de 2008   |                       |
| Brasil (Premiere Edition)                                 | 11 de noviembre de 2008 |                       |